# GlobalLogic
GlobalLogic — международная компания, занимающаяся разработкой программного обеспечения, предоставлением цифровых инжиниринговых услуг, ИТ-аутсорсингом и выполнением научно-исследовательских работ. Принадлежит японской компании Hitachi.
Компания основана в 2000 году. Штаб-квартира GlobalLogic находится в Сан-Хосе, Калифорния, а центры разработки — в Индии, США, Восточной Европе и Аргентине. Руководитель компании — Шашанк Самант. Общее число инженеров в компании в 2021 году превышает 20 000 человек.

## Направления деятельности
GlobalLogic входит в число крупнейших игроков на рынке ИТ-аутсорсинга и R&D-индустрии. Компания предоставляет услуги по разработке программного обеспечения, включая дизайн пользовательского опыта, инжиниринг продуктов и контента, а также создание научно-исследовательских лабораторий.
Компания специализируется на работе с анализом больших данных, облачными хранилищами данных, встраиваемыми системами и концепцией интернета вещей. Активно развивает дизайн-практику, интеграцию разработки и эксплуатации, занимается созданием мобильных приложений, а также обеспечением безопасности.
К крупнейшим клиентам компании относятся Volvo, Adobe, Continental и Google. GlobalLogic также работает с Fox, Oracle, Zappos, Sprint, Panasonic, Cochlear, HP, LA Galaxy, Harmonic, Innovative Interfaces и другими брендами.

## История
IndusLogic
В 2000 году четверо друзей Раджул Гарг, Манодж Агарвала, Санджай Сингх и Тарун Упадхйай основали компанию под названием IndusLogic. Несмотря на то, что штаб-квартира расположилась в Вирджинии, США, крупнейший центр разработки находился в Индии. Компания занималась оффшорным аутсорсингом, разработкой программного обеспечения под заказ. IndusLogic предоставлял свои услуги компаниям из финансового сектора, сферы телекоммуникаций и розничной торговли. Например, одним из клиентов являлась бостонская телекоммуникационная компания Pingtel.
Аутсорсинг разработки программного обеспечения в IndusLogic был выгоден компаниям-заказчикам за счёт более низкой оплаты труда инженеров в Индии. Американские компании решались на аутсорсинг в том случае, если это позволяло им сэкономить не менее 30 % расходов, однако передавать производство в Индию было ещё более выгодно, ведь экономия составляла 60-80 %. Популярность аутсорсинговой модели стала настолько высокой, что в 2004—2006 годы количество сотрудников IndusLogic рос ежегодно удваивалось. В середине 2004 года в компании работало около 250 человек, а к концу 2005 — уже около 600 сотрудников.
За пять лет существования IndusLogic стал одной из крупнейших аутсорсинговых компаний Индии, с количеством сотрудников свыше 1 000 человек и ежегодной выручкой около 30 млн долларов. Помимо естественного развития имеющегося бизнеса, начали рассматриваться варианты поглощения более мелких компаний. В апреле 2006 года IndusLogic купил компанию Lambent Technologies, находящуюся в Нагпуре, Индия, в которой работало около 225 сотрудников.
GlobalLogic
25 сентября 2006 было объявлено о слиянии с американской компанией Bonus Technology из Нью-Джерси, владеющей центром разработки в Киеве, Украина. Расширение компании за пределы Индии стало причиной смены названия на «GlobalLogic». Количество сотрудников новой межнациональной компании составило около 1 500 человек.
В 2007 году GlobalLogic продолжил агрессивный поиск и присоединение небольших и средних компаний, не ограничиваясь индийским рынком. Весной 2007 GlobalLogic купил R&D отдел компании Kewill, и перевёз 65 сотрудников из индийского Аурангабада в Пуну. 2008 год принёс ещё три поглощения: частью «ГлобалЛоджик» стали сначала китайская Dalian 3 CIS и украинская Validio Software, а в конце года GlobalLogic вышел на израильский рынок, купив компанию InterObject, занимающуюся разработкой встроенного программного обеспечения, мобильных и мультимедийных продуктов.
В течение последующих лет GlobalLogic продолжил расти. В 2010 году произошло поглощение аргентинской компании Cubika, штаб-квартира которой находилась в Буэнос-Айресе, а офисы — в Ла-Плате и Мендосе. В 2011 году GlobalLogic открыл офис в Чили, а также поглотил Rofous Software, крупную компанию по производству продуктов и контента, с офисами в Милпитас (Калифорния), Редмонде (Вашингтон) и Хайдарабаде (Индия). Наконец, в конце 2011 года частью GlobalLogic стало дизайнерское агентство Method.
К 2013 году общее число сотрудников составило около 8 000 человек, из которых 4 600 находились в Индии. Другие крупные инженерные центры находились в Европе и Южной Америке. Большая часть клиентов (около 70 %) находилось в США.
В 2014 году GlobalLogic открыл новый центр разработки в индийском Нагпуре, а также два европейских офиса: в Кошице (Словакия) и Кракове (Польша). Продолжением европейской экспансии стала покупка в 2016 году польской компании REC Global, занимающейся разработкой встроенного программного обеспечения, с общим количеством сотрудников свыше 500 человек в Польше, Словакии и Хорватии.
В 2019 году компания возобновила поглощения других организаций. В сентябре 2019 года частью GlobalLogic стало дизайнерское агентство Skookum, расположенное в Шарлотт, Северная Каролина, США. Через месяц к компании присоединился шведский производитель программного обеспечения Assign Group. В 2020 году GlobalLogic купил немецкую фирму Meelogic Consulting, a также британскую ECS Group.

## Инвесторы
В первые годы существования компании её финансированием занимались несколько частных инвестиционных фондов, включая New Enterprise Associates, Sequoia Capital, Westbridge Capital, Goldman Sachs и New Atlantic Ventures. В 2011 году GlobalLogic планировал выход на IPO, однако выход на биржу так и не произошёл.
К конце 2013 компания была куплена инвестиционным фондом Apax Partners за 420 миллионов долларов. Глава индийского офиса Apax Шашанк Сингх и его команда наблюдали за деятельностью GlobalLogic на протяжении трёх лет, перед тем как принять решение о покупке компании.
В начале 2017 года Apax Partners продаёт половину акций (48 % компании) канадскому инвестиционному фонду CPP Investment Board. Финансовые детали сделки остались неизвестны, однако предположительно стоимость компании составила 1,5 млрд долларов. Количество сотрудников компании к этому моменту превысило 11 000 человек.
В мае 2018 года объявлено о продаже фондом Apax Partners 48 % акций GlobalLogic швейцарской инвестиционной компании Partners Group. После закрытия транзакции CPPIB и Partners Group будут владеть равными долями в компании GlobalLogic. В ходе сделки компания была оценена в сумму, превышающую 2 млрд долларов.
В марте 2021 года стало известно о том, что японская корпорация Hitachi намеревается приобрести GlobalLogic, сделав частью своего цифрового подразделения Lumada. Это стало второй крупной покупкой Hitachi за год, после приобретения электросетевого бизнеса компании ABB в 2020 году за 7 млрд долларов. Завершение сделки планировалось на июль 2021 года. Компания была оценена в 8,5 млрд долларов, а общая сумма сделки, включая долги,составила 9,6 млрд долларов.

## Финансовые показатели
По оценке экспертов, на момент продажи 48 % компании канадскому инвестиционному фонду в начале 2017 года, общая стоимость GlobalLogic составляла около полутора миллиардов долларов. Таким образом, за четыре года с момента покупки компании инвестиционным фондом Apax в 2013 году, её ценность увеличилась более чем втрое.
В 2017 финансовом году прогнозировалась выручка порядка 450 млн долларов, с операционной маржой в 20 %. Фактическая годовая выручка превысила 550 млн долларов, что приблизило компанию к цели достичь цифры в 1 млрд долларов к 2020 году.
В мае 2018 года, по результатам сделки о продаже 48 % акций компании швейцарскому инвестиционному фонду Partners Group, оценка GlobalLogic превысила 2 млрд долларов.
В 2021 году после объявления о приобретении GlobalLogic японским конгломератом Hitachi, стала известна обновлённая стоимость компании, которая составила 8,5 млрд долларов. По данным Hitachi, доход GlobalLogic за 2020 финансовый год составлял 771 млн долларов, а прибыль — 179 млн долларов. В 2021 финансовом году, который закончился в марте 2021 года, годовой доход был оценён в 921 млн долларов.

## Расположение офисов
Штаб-квартира GlobalLogic находится в Сан-Хосе, США. Региональные представительства расположены в Сантьяго (Чили), Мюнхене (Германия), Стокгольме (Швеция), Лондоне (Великобритания) и Рамат-Гане (Израиль). Компания владеет двумя дизайнерскими студиями Method в Великобритании и США. В состав GlobalLogic входит более 30 центров разработки программного обеспечения в следующих странах:
- Аргентина: Буэнос-Айрес, Мендоса, Ла-Плата;
- Германия: Берлин, Кёльн, Штутгарт;
- Израиль: Раанана;
- Индия: Ноида, Бангалор, Нагпур, Хайдарабад, Гуруграм, Ченнай, Пуна;
- Канада: Торонто;
- Польша: Краков, Вроцлав, Кошалин, Зелёна-Гура, Щецин, Быдгощ;
- Словакия: Кошице, Жилина, Банска-Бистрица;
- США: Сан-Хосе, Шарлотт;
- Украина: Киев, Харьков, Львов, Николаев;
- Хорватия: Загреб;
- Швеция: Гётеборг.

## Награды и достижения
- 2019 — GlobalLogic Ukraine входит в тройку крупнейших IT-компаний страны[40].
- 2017 — GlobalLogic India входит в число пятидесяти лучших работодателей страны в ИТ-сфере по версии Great Place to Work[порт.][41].
- 2017 — GlobalLogic Ukraine входит в двадцатку лучших компаний Украины по финансовым показателям, заняв в рейтинге 18 место[42].
- 2008 — награда Microsoft в номинации «Партнёр года среди разработчиков заказных решений и веб-разработчиков» за достижения в медицинской области[43][44].
- 2007 — платформа быстрой разработки программного обеспечения Velocity Frameworks, разработанная GlobalLogic, входит в число 100 лучших проектов года по версии журнала InfoWorld[45][46].